# Szota Getija
Szota Dmitrijewicz Getija (ros. Шота Дмитриевич Гетия, ur. 1904, zm. ?) – radziecki działacz partyjny, Bohater Pracy Socjalistycznej (1948).
Od 1938 kierował Wydziałem Propagandy i Agitacji Komitetu Miejskiego Komunistycznej Partii (bolszewików) Gruzji w Poti, potem był sekretarzem i do 1943 II sekretarzem tego komitetu, 1943 został sekretarzem rejonowego komitetu KP(b)G. Od października 1948 do 8 grudnia 1951 był II sekretarzem, a od 8 grudnia 1951 do 21 kwietnia 1953 I sekretarzem Abchaskiego Komitetu Obwodowego Komunistycznej Partii (bolszewików) Gruzji/Komunistycznej Partii Gruzji, jednocześnie do 14 kwietnia 1953 wchodził w skład Biura KC KP(b)G/KPG, w czerwcu 1953 został wykluczony z partii.

## Odznaczenia
- Medal Sierp i Młot Bohatera Pracy Socjalistycznej (1948)
- Order Lenina (1948)
- Order Czerwonej Gwiazdy
- Order „Znak Honoru”